# Anwaruddin Choudhury
Anwaruddin Choudhury Ph.D, D.Sc (* 1959 Méghálaj, Indie) je indický přírodovědec, známý pro svůj výzkum fauny severovýchodní Indie.
Choudhury se zabývá ornitologií a mammalologií (vědou o savcích), dále je i výtvarníkem, státním úředníkem, fotografem a spisovatelem. Je znám jako významný přírodovědec a ochránce přírody, studující divokou přírodu v severovýchodní Indii a přilehlých oblastech. Je čestným generálním ředitelem Nosorožčí nadace pro přírodu v severovýchodní Indii a byl náměstkem hejtmana distriktů Baksa a Lakhimpur v Ásámu. V současnosti je tajemníkem vlády Ásámu. Je autorem 23 knih a více než 630 článků a vědeckých prací. Je známý hlavně svým zájmem o ptactvo, nosorožce indického a pandy červené.